# 一支国
一支国是中国史书中记载的倭国诸岛中的一个岛国。在《魏志倭人传》中被称为“一大国”，但在其他史书（如《魏略》逸文、《梁书》《隋书》《北史》等）中则被称为“一支国”。由于其位于从对海国前往末卢国的途中，因此有观点认为《魏志倭人传》中的“ 一大国”是错误记载。不过，也有学说认为这并非误记。
一支国的主官称为“卑狗”，副官称为“卑奴母离”。方圆约300里，境内多竹林、丛林，有大约3000户人家，略有田地，但耕种所得仍不足以糊口，因此也需前往南北方各地购买粮食。从对海国向南渡过“瀚海”1000余里，可以抵达一支国；从一支国渡过另一片海域1000余里，可以抵达末卢国。
1993年，长崎县教育委员会宣布壹岐岛上的原之辻遗迹即为一支国遗址，此事引发广泛关注。